# Брюстер (Огайо)
Брюстер (англ. Brewster) — селище (англ. village) в США, в окрузі Старк штату Огайо. Населення — 2113 особи (2020).

## Географія
Брюстер розташований за координатами 40°42′47″ пн. ш. 81°36′3″ зх. д. / 40.71306° пн. ш. 81.60083° зх. д. (40.712970, -81.600741).  За даними Бюро перепису населення США в 2010 році селище мало площу 5,80 км², з яких 5,78 км² — суходіл та 0,02 км² — водойми.

## Демографія
Згідно з переписом 2010 року, у селищі мешкало 2112 осіб у 816 домогосподарствах у складі 581 родини. Густота населення становила 364 особи/км².  Було 862 помешкання (149/км²).
Расовий склад населення:
| - 98,5 % — білих - 0,3 % — азіатів - 0,1 % — чорних або афроамериканців |

До двох чи більше рас належало 0,5 %. Частка іспаномовних становила 0,9 % від усіх жителів.
За віковим діапазоном населення розподілялося таким чином: 21,4 % — особи молодші 18 років, 58,5 % — особи у віці 18—64 років, 20,1 % — особи у віці 65 років та старші. Медіана віку мешканця становила 42,9 року. На 100 осіб жіночої статі у селищі припадало 95,9 чоловіків;  на 100 жінок у віці від 18 років та старших — 90,5 чоловіків також старших 18 років.
Середній дохід на одне домашнє господарство  становив 49 656 доларів США (медіана — 37 423), а середній дохід на одну сім'ю — 58 022 долари (медіана — 50 375). Медіана доходів становила 40 143 долари для чоловіків та 28 750 доларів для жінок. За межею бідності перебувало 14,9 % осіб, у тому числі 20,7 % дітей у віці до 18 років та 5,8 % осіб у віці 65 років та старших.
Цивільне працевлаштоване населення становило 1126 осіб. Основні галузі зайнятості: виробництво — 35,0 %, освіта, охорона здоров'я та соціальна допомога — 17,9 %, роздрібна торгівля — 14,8 %.